# Hermann Krukenberg
Hermann Krukenberg (* 21. Juni 1863 in Calbe; † 2. Oktober 1935 in Wernigerode) war ein deutscher Chirurg. Hermann Krukenberg ist der Enkel von Peter Krukenberg und Bruder von Friedrich Ernst Krukenberg sowie  Georg Krukenberg.

## Leben
Krukenberg studierte an der Kaiser-Wilhelms-Universität Straßburg, der Rheinischen Friedrich-Wilhelms-Universität Bonn und der Ruprecht-Karls-Universität Heidelberg Medizin. In den darauffolgenden Jahren war er Assistent von Friedrich Trendelenburg in Bonn und Max Schede am Neuen AK Eppendorf. 1892 wurde Krukenberg Geschäftsführer einer Privatklinik in Halle (Saale). Im Jahr 1896 veröffentlichte er ein bei Ferdinand Enke in Stuttgart herausgegebenes Lehrbuch der mechanischen Heilmethoden. 1899 nahm er eine Stellung als Chefarzt im städtischen Krankenhaus in Liegnitz an. Ab 1907 leitete er eine chirurgische Privatklinik in Elberfeld.
Als Feldarzt im Ersten Weltkrieg entwickelte er eine Operationstechnik, bei der nach Amputation einer Hand durch das Spalten des Unterarmes eine Greifbewegung ermöglicht wird (Krukenberg-Plastik).